# Majavke
Majavke (znanstveno ime Naematelia) so rod gliv iz družine majavkark (Naemateliaceae).

## Seznam majavk Slovenije[2]
- zlata majavka (Naematelia aurantia)
- zvijugana majavka (Naematelia encephala)